# Lista de distritos da Baixa Áustria
A Baixa Áustria tem 21 distritos e 4 cidades estatutárias.
| Distrito/Cidade estatutária                | Área (km²) | Habitantes (15 de Maio de 2001) | Densidade- populacional hab./km² | Quantidade das Freguesias | Habitantes/ Freguesia | Área (km²)/ Freguesia |
| ------------------------------------------ | ---------- | ------------------------------- | -------------------------------- | ------------------------- | --------------------- | --------------------- |
| Amstetten                                  | 1.187,97   | 109.183                         | 91,9                             | 33                        | 3.309                 | 36,0                  |
| Baden                                      | 753,37     | 126.892                         | 168,4                            | 30                        | 4.230                 | 25,1                  |
| Bruck an der Leitha                        | 494,95     | 40.006                          | 80,8                             | 20                        | 2.000                 | 24,7                  |
| Gänserndorf                                | 1.271,31   | 88.475                          | 69,6                             | 44                        | 2.011                 | 28,9                  |
| Gmünd                                      | 786,24     | 40.050                          | 50,9                             | 21                        | 1.907                 | 37,4                  |
| Hollabrunn                                 | 1.010,72   | 50.070                          | 49,5                             | 24                        | 2.086                 | 42,1                  |
| Horn                                       | 783,99     | 32.400                          | 41,3                             | 20                        | 1.620                 | 39,2                  |
| Korneuburg                                 | 626,50     | 39.246                          | 62,6                             | 19                        | 2.066                 | 33,0                  |
| Krems (cidade estatutária)                 | 51,61      | 23.713                          | 459,5                            | 1                         | 23.713                | 51,6                  |
| Krems-Land                                 | 923,95     | 54.407                          | 58,9                             | 31                        | 1.755                 | 29,8                  |
| Lilienfeld                                 | 931,55     | 27.084                          | 29,1                             | 14                        | 1.935                 | 66,5                  |
| Melk                                       | 1.013,62   | 75.287                          | 74,3                             | 40                        | 1.882                 | 25,3                  |
| Mistelbach                                 | 1.291,30   | 72.726                          | 56,3                             | 36                        | 2.020                 | 35,9                  |
| Mödling                                    | 277,02     | 106.374                         | 384,0                            | 20                        | 5.319                 | 13,9                  |
| Neunkirchen                                | 1.146,35   | 85.769                          | 74,8                             | 44                        | 1.949                 | 26,1                  |
| Sankt Pölten (cidade estatutária)          | 108,52     | 49.121                          | 452,6                            | 1                         | 49.121                | 108,5                 |
| St. Pölten-Land                            | 1.121,61   | 93.309                          | 83,2                             | 39                        | 2.393                 | 28,8                  |
| Scheibbs                                   | 1.023,49   | 41.329                          | 40,4                             | 18                        | 2.296                 | 56,9                  |
| Tulln                                      | 658,03     | 64.600                          | 98,2                             | 21                        | 3.076                 | 31,3                  |
| Waidhofen an der Thaya                     | 669,14     | 28.197                          | 42,1                             | 15                        | 1.880                 | 44,6                  |
| Waidhofen an der Ybbs (cidade estatutária) | 131,52     | 11.662                          | 88,7                             | 1                         | 11.662                | 131,5                 |
| Wiener Neustadt (cidade estatutária)       | 60,96      | 39.208                          | 643,2                            | 1                         | 39.208                | 61,0                  |
| Wiener Neustadt-Land                       | 969,72     | 71.909                          | 74,2                             | 35                        | 2.055                 | 27,7                  |
| Wien-Umgebung                              | 484,48     | 101.998                         | 210,5                            | 21                        | 4.857                 | 23,1                  |
| Zwettl                                     | 1.399,76   | 45.635                          | 32,6                             | 24                        | 1.901                 | 58,3                  |
| Total                                      | 19.177,68  | 1.518.650                       | 79,2                             | 573                       | 2.650                 | 33,5                  |